# Coustal (rivière)
Pour l’article homonyme, voir René Coustal.
Le Coustal est un petit ruisseau du sud de la France long de 1.52 km .D'Occitanie et plus précisément de l'Ariège.Il est un affluent du ruisseau de suc dans le quel il se jette au niveau de la commune du Val-de-Sos.

## étymologie
le mot Coustal tire sont noms  de l'occitant Coste , costo qui veux dire cote ; rivage.

## Département et commune traversée
Ariége : Val-de-Sos.